# Caperantrum polygyrum
Caperantrum polygyrum är en snäckart som beskrevs av Alan Solem 1997. Caperantrum polygyrum ingår i släktet Caperantrum och familjen Camaenidae. Inga underarter finns listade i Catalogue of Life.